# David Seaman
David Andrew Seaman, MBE (* 19. September 1963 in Rotherham) ist ein ehemaliger englischer Fußballtorhüter. Bekannt wurde er vor allem als langjährige „Nummer 1“ des FC Arsenal der 1990er- und zu Beginn der 2000er-Jahre. Während dieser Zeit gewann er drei nationale Meisterschaften (1991, 1998, 2002), vier FA-Cup-Trophäen (1993, 1998, 2002, 2003), einmal den Ligapokal (1993), sowie 1994 den Europapokal der Pokalsieger. Darüber hinaus absolvierte er 75 A-Länderspiele für England und war Stammtorwart bei jeweils zwei Europa- (1996, 2000) und Weltmeisterschaften (1998, 2002). Seaman gilt als einer der besten englischen Fußballtorhüter der jüngeren Vergangenheit, wenngleich ihm auch Fehler in entscheidenden Momenten unterliefen – speziell bei den beiden Weitschuss-Gegentreffern im Europapokalendspiel 1995 gegen Real Saragossa und im WM-Viertelfinale 2002 gegen Brasilien.

## Sportlicher Werdegang

### Karrierebeginn (bis 1990)
Seaman wurde im Listerdale Maternity im Rotherhamer Stadtteil Wyckersley geboren und gemeinsam mit seinem zwei Jahre jüngeren Bruder Colin wuchs er in bescheidenen Verhältnissen seiner Geburtsstadt auf. Die beiden Elternteile waren noch Teenager – die Mutter bei seiner Geburt gar erst 16 Jahre alt – und für den Fußballsport hegten sie nur wenig Interesse. Für einen gelegentlichen Stadionbesuch in Rotherham reichte es dann aber doch und ab dem Alter von zehn Jahren wohnte Seaman sporadisch Heimspielen von Rotherham United bei. Sein Herz schlug jedoch Mitte der 1970er-Jahre für das nahe gelegene Leeds United, das damals unter Don Revie zu den besten englischen Fußballklubs gehörte. Selbst aktiv war Seaman in der Schule gewesen und hauptsächlich seiner Größe verdankte er es, dass er dort immer wieder als Torhüter spielen musste. Dabei zeigte er ein derart großes Talent, dass er schnell in der Auswahlmannschaft seiner Schule landete und später für die Stadt sowie die Grafschaft Yorkshire spielte – an Sonntagen stand er zudem für die Red Scorpions zwischen den Pfosten.
Sein Weg in den Profifußball war dennoch nicht eindeutig vorgezeichnet und als 16-Jähriger stand Seaman vor der Entscheidung, nicht doch lieber Cricket zu spielen. Ein entsprechendes Angebot des Yorkshire Cricket Club lehnte er aber ab und so fokussierte er sich auf den Fußball. Dabei stellte sich die Frage, zu welchem Verein er gehen könnte. Obwohl er einige Probetrainingseinheiten absolviert hatte (beispielsweise neben Rotherham United bei Sheffield Wednesday), war er vertraglich noch nicht gebunden. Es kristallisierten sich drei Kandidaten heraus. Sein Lehrer und Förderer Bob Earnshaw empfahl wenig uneigennützig „seinen“ FC Barnsley und zur Untermauerung des Interesses von Rotherham United stellte sich Trainer Bobby Saxton persönlich bei Seamans Eltern vor. Den entscheidenden Ausschlag gab jedoch Seamans große Fan-Leidenschaft für Leeds United und im Frühjahr 1979 schloss er sich der Jugendabteilung der „Whites“ an.
Im September 1979 debütierte Seaman im Erwachsenenbereich für die Reservemannschaft von Leeds United gegen die Zweitvertretung von Preston North End. Zu seinem ersten Einsatz im Profiteam kam er im Alter von 18 Jahren im Rahmen eines Freundschaftsspiel gegen Glentoran Belfast in der nordirischen Hauptstadt. Dass weitere sportliche Entwicklungsschritte ausblieben, lag vor allem darin begründet, dass sich Leeds in eine sportlich schwierige Situation manövriert hatte. Allein während Seamans dreijähriger Zugehörigkeit zu dem Verein versuchten drei Trainer, an die alte Revie-Zeit anzuknüpfen. Dabei scheiterte zunächst Jimmy Adamson in den späten 1970er-Jahren und sein Nachfolger Allan Clarke stieg 1982 gar mit dem Klub in die zweite Liga ab. Im Rahmen des anvisierten Wiederaufstiegs entschloss sich der nächste Cheftrainer Eddie Gray unter anderem dazu, auf der Torhüterposition für Stammkeeper John Lukic einen Ersatzmann mit mehr Erfahrung zu verpflichten. Gleichzeitig erhielt Seaman die Freigabe für einen Vereinswechsel. Auf der Suche nach einem neuen Arbeitgeber kristallisierte sich der Viertligist Peterborough United heraus. Hinter diesem Wechsel stand Martin Wilkinson, der als Co-Trainer von Clarke ebenfalls entlassen worden war und anschließend in Peterborough die Aufgabe des Cheftrainers übernommen hatte. Maßgeblich war für Seaman besonders, dass ihm Wilkinson ein Stammplatz im Tor zusagte.
In Peterborough bekam Seaman fortan ausreichende Spielpraxis und in zwei Jahren verhalf er in 91 Viertligaspielen dem Verein dazu, jeweils in der oberen Tabellenhälfte zu landen. Besonders positiv bewertete Seaman selbst in der Rückbetrachtung, dass er im „Unterhaus“ des englischen Profifußballs in Bezug auf Wettkampfhärte und Robustheit geschult wurde. Nicht selten setzten die technisch wenig begabteren Angriffsspieler darauf, sich durch einen hohen körperlichen Einsatz Vorteile zu verschaffen und dabei schien ein junger Torwart ein beliebtes Ziel zu sein. Seaman reifte zu einem der vielversprechendsten englischen Torwarttalente, das im Oktober 1984 dann auch in der englischen U-21-Auswahl sein Debüt feierte. Im selben Monat war er für eine Ablösesumme von 100.000 Pfund zu Birmingham City gewechselt, das gerade erst aus der ersten Liga in die Second Division abgestiegen war.
Bei den „Blues“ aus Birmingham entwickelte sich Seaman in besonderem Maße in seinem Torwartspiel weiter, was vor allem daran lag, dass sein neuer Trainer Ron Saunders, der zuvor sehr erfolgreich beim Rivalen Aston Villa gewirkt hatte, ein größeres Verständnis für seine Position hatte und die Arbeit spezifischer ausrichtete – zuvor hatte sich Seaman darum mehr oder weniger „selbst gekümmert“. Auch in Bezug auf Disziplin und Ernährung wurde mehr Wert gelegt. Unmittelbar nach seiner Verpflichtung stand Seaman aufgrund des vorherigen Abgangs von Stammkeeper Tony Coton zum FC Watford zwischen den Pfosten und zum Ende der Saison 1984/85 gelang als Vizemeister der direkte Wiederaufstieg in die Eliteklasse. Dabei hatte die Mannschaft um den neuen Torhüter die ligaweit wenigsten Gegentreffer kassiert. Ein wichtiger Faktor, auf den Saunders gesetzt hatte, war die Erfahrung im Team. Später hatte das etwas in die Jahre gekommene Team um Spieler wie Des Bremner Schwierigkeiten, sich auf höchstem Niveau zu behaupten. Dass 1986 der erneute Abstieg folgte, lag speziell an der geringsten Torausbeute der Blues aller Erstligavereine. Zwar musste auch Seaman 73 Gegentore hinnehmen, aber sein Ruf hatte darunter nicht gelitten, wie seine zehn Berufungen in die englische U-21-Startformation unter Beweis stellten. Vor Beginn der Spielzeit 1986/87 wechselte Seaman kurz nach Saunders’ Demission für 225.000 Pfund zum in der First Division aktiven Londoner Verein Queens Park Rangers.
In den insgesamt vier Spielzeiten bis 1990 gelang es Seaman mit dem neuen Klub, sich dauerhaft als Erstligatorwart zu etablieren. Titelgewinne waren zwar zumeist außer Reichweite – größte Erfolge waren in der Liga der fünfte Rang in der Saison 1987/88 sowie der Einzug ins FA-Cup-Viertelfinale in der Spielzeit 1989/90 –, aber in der Mannschaft von Trainer Jim Smith (später Gerry Francis) agierte er an der Seite einiger renommierter Spieler, darunter Terry Fenwick und Les Ferdinand bzw. im weiteren Verlauf Peter Reid und Ray Wilkins. Besonders gut verstand sich Seaman mit Trainer Smith, der auch große Popularität bei den anderen Spielern genoss. Als Smith dann im Dezember 1988 entlassen wurde, trübte sich Seamans Verhältnis zu dem Klub jedoch ein. Grund dafür war der neue Trainer Francis und der Umstand, dass Seaman seinen 1990 auslaufenden Vertrag nicht verlängern wollte. Francis entzog Seaman das Kapitänsamt, das dieser zwischenzeitlich übernommen hatte und auch das Verhältnis mit dem zum Kotraier aufgestiegenen Peter Reid verschlechterte sich zusehends. Seaman hatte im November 1988 unter Bobby Robson gegen Saudi-Arabien sein erstes Länderspiel für die englische A-Nationalmannschaft bestritten und um gleichsam die Perspektiven dort zu verbessern, als auch im Verein um Titel mitspielen zu können, bemühte er sich darum, bei einem ambitionierteren Klub unterzukommen. Erste Wechselbestrebungen zum FC Arsenal scheiterten zunächst daran, dass John Lukic, der im Gegenzug von Arsenal zu QPR ausgeliehen werden sollte, sein Einverständnis verweigerte. Erst der erneute Trainerwechsel von Francis zu Interimslösung und Ex-Arsenal-Spieler und -Trainer Don Howe bewirkte die entscheidende Forcierung – Howe hatte vorher bereits hinter dem Engagement von Arsenals Torwarttrainer Bob Wilson gestanden, der Seaman einmal pro Woche zu trainieren begann (die Liaison hielt für mehr als ein Jahrzehnt an). Der wechselwillige Seaman, der nun in Teilen der eigenen Anhängerschaft angefeindet wurde, einigte sich schließlich im Mai 1990 mit Arsenals Trainer George Graham, wobei ihm zugutekam, dass sein Berater Jerome Anderson über weitreichende Kontakte und Klienten bei Arsenal verfügte. Die Ablösesumme betrug letztlich 1,3 Millionen Pfund, wobei Arsenal wiederum eine Million Pfund für den zu Leeds United zurückgekehrten Lukic erhalten hatte. Weitere Interessenten hinsichtlich Seamans Verpflichtung waren zuvor Tottenham Hotspur, Celtic Glasgow und Manchester United gewesen, wobei speziell der Wechsel zu „United“ daran scheiterte, dass Trainer Alex Ferguson keinen sofortigen Transfer anstrebte.

### Erste Meisterschaft, Pokaltrophäen und Aufstieg zu Englands Nummer 1 (1990–1996)
Arsenals Anhänger empfingen Seaman nicht gerade mit „offenen Armen“, zumal der seit 1982 als Stammtorhüter gesetzte Lukic sehr beliebt und Teil der Meistermannschaft 1989 gewesen war. Auch die beträchtliche Ablöse in Höhe von 1,3 Millionen Pfund erzeugte einen großen Erwartungsdruck, aber schon kurz darauf zerstreuten sich die anfänglichen Bedenken. Seaman stärkte die ohnehin schon stabile Defensivreihe und in seiner ersten Saison 1990/91 kassierte er in 38 Ligaspielen nur 18 Gegentore. Dabei hatte er in 24 Partien eine „weiße Weste“ behalten und zwischenzeitlich war er 540 Minuten in Folge ohne Gegentor geblieben. Am Ende gewann er mit seinem neuen Klub auf Anhieb seine erste englische Meisterschaft. In der Nationalmannschaft war die angestrebte Weiterentwicklung zunächst noch ausgeblieben. Dabei hatte ihn Nationaltrainer Robson zwar vor seinem Arsenal-Debüt mit nach Italien zur WM 1990 als „Nummer 3“ hinter Peter Shilton und Chris Woods genommen, aber als sich Seaman im Trainingscamp in Cagliari einen Daumen brach, musste er vorzeitig abreisen – Dave Beasant vom FC Chelsea wurde an seiner statt berufen. Nach Shiltons Rücktritt stieg Seaman unter Robsons Nachfolger Graham Taylor zum direkten Ersatzmann von Woods auf und Ende März 1991 bestritt er gegen Irland (1:1) sein erstes Pflichtspiel für England. Als er sich jedoch knapp ein Jahr später gegen die Tschechoslowakei (2:2) einen medial weithin beachteten Fehlgriff leistete, blieb er bei Taylors Nominierung für die Euro 1992 in Schweden überraschend unberücksichtigt – als zweiter Torwart fuhr schließlich der Neuling Nigel Martyn mit zum Turnier (im 20-Mann-Kader war im Gegensatz zur Weltmeisterschaft nur Platz für zwei Torhüter). Dabei hatte Seaman auch bei Arsenal eine schwierige Saison 1991/92 durchlaufen. Nach dem Meisterschaftserfolg folgte ein „Absturz“ auf den vierten Rang. Dazu gesellten sich zwei bittere Pokalniederlagen im FA Cup gegen den viertklassigen AFC Wrexham sowie ebenfalls vorzeitig im Europapokal der Landesmeister gegen den portugiesischen Titelträger Benfica Lissabon.
Als die Premier League in ihre erste Saison 1992/93 ging, gelang es Seaman zwar die ligaweit zweitwenigsten Gegentore zu kassieren, aber die nur 40 selbst erzielten Treffer reichten nur für einen enttäuschenden zehnten Rang. Erfolge feierte er hingegen in den beiden heimischen Pokalwettbewerben und am Ende errang Seaman gleichsam die Ligapokal- und die FA-Cup-Trophäe. Dabei bestritt er beide Finalpartien gegen Sheffield Wednesday mit einem doppelten Leistenbruch, der mutmaßlich dadurch entstanden war, dass er in seiner zusätzlichen Rolle als „Ausputzer“ in der Abwehr überdurchschnittlich oft weite Abschläge aus dem Spiel heraus tätigte. In der Sommerpause ließ er sich operieren und rechtzeitig zur folgenden Saison 1993/94, die Seaman am Ende mit dem Europapokal der Pokalsieger einen weiteren Titel einbrachte, meldete er sich fit zurück. Im Gegensatz zum frühen Europapokalaus zwei Jahre zuvor zeigte sich Arsenal defensiv disziplinierter und in insgesamt neun Begegnungen einschließlich des 1:0-Finalsiegs gegen ein favorisiertes AC Parma kassierte Arsenal mit Seaman zwischen den Pfosten nur drei Gegentore. Seaman, der sich vor allem auch dadurch auszeichnete, dass Paraden bei ihm „vergleichsweise einfach“ aussahen, bezeichnete selbst eine Abwehraktion gegen Gianfranco Zola als die vermutlich beste Parade in seiner Karriere. Als weitaus weniger ruhmreich hatte Seaman wenige Monate zuvor im November 1993 die Partie gegen San Marino erlebt, als er als Englands Torhüter das schnellste Gegentor der WM-Qualifikationsgeschichte hatte hinnehmen müssen – nur 8 Sekunden dauerte es, als ein Rückpass von Stuart Pearce das 0:1 einleitete – letztlich gewann England das Spiel noch deutlich mit 7:1. Endgültig in den Fokus spielte sich Seaman in der anschließenden Saison 1994/95, als er maßgeblichen Anteil daran hatte, dass Arsenal erneut ins Finale des europäischen Pokalsiegerwettbewerbs einzog – Trainer Graham hatte währenddessen aufgrund einer Schmiergeldaffäre im Februar 1995 gehen und Platz für die Interimslösung Stewart Houston machen müssen. Im Viertelfinale gegen den französischen Vertreter AJ Auxerre und im Semifinale gegen Italiens Sampdoria Genua spielte er trotz gebrochener Rippe und die zuletzt genannte Partie entschied er maßgeblich zu Arsenals Gunsten, als er im Elfmeterschießen den Strafstoß von Attilio Lombardo parierte. Tragisch endete für ihn jedoch das Endspiel gegen Real Saragossa, da er in der Schlussphase der Verlängerung beim Stand von 1:1 einen spektakulären Weitschussgegentreffer unweit der Außenlinie von Nayim zum Endstand kassierte. Besondere Brisanz hatte das Tor auch deswegen, weil Nayim wenige Jahre zuvor bei Arsenals Lokalrivalen Tottenham Hotspur gespielt hatte und so verspotteten deren Anhänger Seaman in der Folgezeit häufig in Anspielung auf den Film Einer flog über das Kuckucksnest (englisch: One Flew Over The Cuckoo’s Nest) mit dem abgewandelten Spruch One flew over Seaman's head (deutsch: „Einer flog über Seamans Kopf“).
Trotz einiger Knöchelprobleme gegen Ende der Saison im Rahmen einer China-Reise etablierte sich Seaman auch in der Spielzeit 1995/96 als „dauerpräsenter“ Arsenal-Torhüter hinter einer von dem neuen Trainer Bruce Rioch umorganisierten Dreier-Abwehrreihe; dazu gelang ihm in der englischen Nationalmannschaft unter dem ebenfalls neuen sportlichen Leiter Terry Venables der Durchbruch als Stammkeeper. Bei der Euro 1996 im eigenen Land war er Teil einer Mannschaft, die bis ins Halbfinale vordrang und besonders seine beiden gehaltenen Strafstöße in der Gruppenphase gegen Schottland und im späteren Viertelfinale beim entscheidenden Elfmeterschießen gegen Spanien (im Duell mit Miguel Ángel Nadal) waren dafür mitverantwortlich gewesen.

### Die Wenger-Zeit und zwei Weltmeisterschaftsteilnahmen (1996–2003)
Anfang Oktober 1996 übernahm mit Arsène Wenger ein neuer Trainer die sportliche Leitung des FC Arsenal. Wenger führte zahlreiche Änderungen im Kader durch, wobei Seamans Status als Stammkeeper jedoch nicht in Frage gestellt wurde. Dass er nur 28 Pflichtspiele in der Saison 1996/97 absolvierte, lag vielmehr an seinen stetig auftretenden Rippenproblemen. Dessen ungeachtet hatte er in 13 Partien seinen Kasten sauber gehalten. Gleich dreimal musste er Verletzungspausen einlegen, wobei sein unumstrittener Status als „Englands Nummer 1“ auch deutlich wurde, als die „Three Lions“ in der WM-Qualifikation ohne ihn beim 0:1 im Heimspiel gegen Italien enttäuschten. Am Ende der Spielzeit wurde er zum zweiten Mal nach 1991 in die Liga-Mannschaft des Jahres („PFA Team of the Year“) gewählt. Danach, dass Seaman 1998 unter Wenger das „Double“ aus englischer Meisterschaft und den FA Cup gewinnen sollte, hatte es zu Beginn der Saison 1997/98 wenig ausgesehen. Die Leistungen waren anfänglich ungewohnt schwankend und Mitte Januar 1998 setzte ihn ein gebrochener Finger lange außer Gefecht. In seiner Abwesenheit überzeugte zudem sein junger Vertreter Alex Manninger – vor allem im Spitzenspiel bei Manchester United (1:0). Nach Seamans Rückkehr Mitte März 1998 sorgte er jedoch mit acht Partien ohne Gegentor in elf Spielen mit für den entscheidenden Vorsprung zum Gewinn des Ligatitels und zum 2:0-Endspielerfolg im Pokal gegen Newcastle United. Damit drängte er sich auch nachhaltig für die anstehende WM 1998 in Frankreich auf. Für die nun von Glenn Hoddle betreute Nationalelf stand er in allen vier Partien zwischen den Pfosten, bis hin zum Aus im Achtelfinale gegen Argentinien. Im Elfmeterschießen hatte er dabei den Schuss von Hernán Crespo gehalten. Gegen die anderen Schützen war er jedoch genauso unterlegen, wie bereits nach sechs Minuten in der regulären Spielzeit gegen Gabriel Batistuta nach einem eigenen (umstrittenen) Foul an Diego Simeone. In der Saison 1998/99 verhalf Seaman Arsenal zu einem neuen Vereinsrekord, als in 38 Ligaspielen nur 17 Gegentore hingenommen werden mussten – neben seinen 32 Partien steuerte Manninger sechs Einsätze bei. Trotz weiterer Rippenprobleme festigte er damit seinen Ruf als „Safe Hands“, da er mit einer zumeist unspektakulären Spielweise Ruhe ausstrahlte.
Eine Wadenverletzung in der Vorbereitung zur anschließenden Saison 1999/2000 zwang Seaman erneut zu einer längeren Pause. Anschließend kehrte er ins Tor des FC Arsenal und der englischen Nationalelf zurück und im UEFA-Pokal erreichte er ein weiteres Mal das Finale eines europäischen Vereinswettbewerbs. Auf dem Weg dorthin hatte er vor allem mit einer Parade gegen Deportivo La Coruña (1:2 nach einem 5:1-Hinspielsieg) Aufmerksamkeit erregt. Im Endspiel ging es für ihn gegen Galatasaray Istanbul schon wieder in ein Elfmeterschießen, in dem erneut unterlegen war. Bei der Europameisterschaft 2000 war er zunächst auch Stammtorhüter unter dem neuen Trainer Kevin Keegan, aber gegen Rumänien im dritten und entscheidenden Spiel der Gruppenphase verletzte er sich beim Warmmachen. Ersatztorwart Nigel Martyn musste ihn spontan ersetzen, konnte jedoch nicht überzeugen. England verlor durch einen späten, von Phil Neville verschuldeten, Elfmeter und schied damit aus dem Turnier hinter Portugal und Rumänien aus.
Vier Jahre nach seinem großen Erfolg bei der „Heimeuropameisterschaft“ fand sich Seaman weitgehender Kritik ausgesetzt. Dabei befanden neben weiten Teilen der schreibenden Zunft auch ehemalige Nationaltorhüter wie Gordon Banks und Peter Shilton, dass Seaman seinen Zenit überschritten hätte. Nach Schulter- und Knöchelblessuren zur Mitte der Saison 2000/01 meldete er sich jedoch mit guten Leistungen zurück, stärkte damit offenkundig die Abwehr des FC Arsenal und überzeugte damit den neuen Nationaltrainer Sven-Göran Eriksson davon, trotz der Vielzahl der negativen Pressestimmen auf ihn als Englands Nummer 1 zu bauen. Kurze Zeit später sicherte er gegen Finnland mit einer spektakulären Rettungstat in der Schlussphase den Sieg in einer wichtigen WM-Qualifikationspartie. Zwischenzeitlich hatte er bei Arsenal den vereinsinternen Rekord für die meisten Torwarteinsätze gebrochen und für ein Freundschaftsspiel im Highbury zu seinen Ehren („Testimonial Match“) konnte im Mai 2001 der FC Barcelona gewonnen werden. In der Saison 2001/02 gewann Arsenal wieder das Double aus englischer Meisterschaft und FA Cup. Verletzungsbedingt hatte Seaman dazu jedoch nur vergleichsweise wenige 17 Ligapartien beigetragen und während seiner häufigen Abwesenheiten vertraten ihn gleichsam Richard Wright und Stuart Taylor, die beide auf eine zweistellige Einsatzzahl kamen. Bei der WM 2002 in Japan und Südkorea ließ ihn Eriksson trotz der geringeren Spielpraxis in jeder Partie bis zum Ausscheiden im Viertelfinale spielen. Dabei blieb besonders der Gegentreffer durch Ronaldinho, der letztlich das Turnieraus besiegelte, in Erinnerung, als er bei einem direkten Freistoß aus großer Distanz zum 1:2-Endstand mit einem „Lupfer“ überlistet wurde.
In seiner dreizehnten und letzten Saison in Diensten des FC Arsenal beförderte Wenger Seaman trotz anhaltender Kritik durch britische Boulevardblätter zum Vizekapitän und dieser absolvierte in der Partie gegen den FC Middlesbrough das 700. Pflichtspiel in seiner Profikarriere. Hartnäckig blieben seine Verletzungen und nach Leistenproblemen im November 2002 musste er im Februar 2003 aufgrund einer Hüftverletzung in der Champions League gegen Ajax Amsterdam ausgewechselt werden. Knapp drei Monate später führte er in Abwesenheit des etatmäßigen Kapitäns Patrick Vieira seine Mannschaft anlässlich des FA-Cup-Endspiels gegen den FC Southampton aufs Feld und beim 1:0-Sieg hielt er seinen Kasten sauber. Nach insgesamt 564 Pflichtspieleinsätzen für Arsenal verließ Seaman den Klub im Juli 2003 ablösefrei in Richtung Manchester City. Zuvor hatte Wenger in Jens Lehmann einen dauerhaften Nachfolger für Seaman auf der Torwartposition gefunden.

### Karriereausklang in Manchester (2003–2004)
Die Dinge entwickelten sich in Manchester nicht nach Plan und nach einer schweren Schulterverletzung, die er sich bei der 2:4-Niederlage beim FC Portsmouth zugezogen hatte, verkündete der mittlerweile 40-jährige Seaman seinen Rücktritt. In der Nationalmannschaft hatte er im Oktober 2002 sein 75. und letztes Länderspiel bestritten. Bei seinem finalen Auftritt gegen Mazedonien (2:2) musste er ein weiteres Mal einen ungewöhnlichen Gegentreffer hinnehmen, als ein präzise geschossener, direkt verwandelter Eckball zum zwischenzeitlichen 0:1 bei ihm einschlug.

## Aktivitäten nach der sportlichen Laufbahn
Seamans Bildschirmpräsenz als Fußballer machte ihn einerseits zu einem populären Talkshowgast, andererseits brachten ihm die Patzer am Ende seiner Torwartkarriere auch viel Spott ein. Bei der englischen Quizsendung 'They Think It's All Over' auf BBC One ersetzte er zusammen mit dem englischen Ex-Cricketspieler Phil Tufnellerst Gary Lineker als Spielführer. Sie wurden allerdings kurz darauf von Boris Becker und Ian Wright ersetzt. Im BBC-Film „My Summer with Des“ hatte Seaman einen Cameo-Auftritt. Im Dezember 2004 ersetzte er bei der Sendung Strictly Ice Dancing, einer auf Eiskunstlauf basierenden Version von Strictly Come Dancing, kurzfristig Paul Gascoigne und konnte trotz kurzer Vorbereitung gewinnen.
Mit Selbstironie brachte er die DVD „Goalkeeper´s Nightmares“ auf den Markt, auf der gleichsam Torwartfehler (darunter natürlich auch einige von ihm selbst) und Glanzparaden aus der englischen Premier League zusammengestellt wurden.
Für einen Wohltätigkeitszweck ließ er sich Ende 2005 werbewirksam seinen Pferdeschwanz, den er lange Zeit getragen hatte, abschneiden.
2006 nahm er an der ersten Staffel von Dancing on Ice teil. 2014 erfolgte eine weitere Teilnahme, diesmal an der neunten Staffel der Eiskunstlaufshow.

## Titel/Auszeichnungen
- Europapokal der Pokalsieger (1): 1994
- Englische Meisterschaft (3): 1991, 1998, 2002
- FA Cup (4): 1993, 1998, 2002, 2003
- Englischer Ligapokal (1): 1993
- Charity/Community Shield (3): 1991 (geteilt), 1998, 2002
- PFA Team of the Year (2): 1991, 1997